# Corbeau du désert
Corvus bennetti
Espèce
Statut de conservation UICN

 LC  : Préoccupation mineure
Répartition géographique
Le Corbeau du désert (Corvus bennetti) est une espèce australienne de passereaux, de la famille des Corvidae.

## Description
Il ressemble beaucoup au corbeau de Torres par des plumes blanches à leur base au niveau du cou et de la tête (mais ceci n'est visible que par grand vent). Il s'en différencie par sa moindre taille (42  à   48 cm de long) et par son bec proportionnellement plus petit. Il a lui aussi le même iris blanc que les autres corvidés australiens, quelques espèces des îles situées au nord de l'Australie et du corbeau eurasien le choucas des tours. Comme le corbeau australien, cette espèce a généralement deux anneaux bleus au niveau des yeux : l'un directement autour de la pupille, l'autre autour de l'iris.

## Distribution et habitat
On le trouve dans l'ouest et le centre de l'Australie. Il habite souvent dans des zones très sèches, près des zones désertiques. Il fréquente les villages et les zones cultivées.

## Alimentation
Il se nourrit presque exclusivement au sol d'insectes, de céréales et autres graines. Il est moins charognard que les autres corbeaux australiens.

## Reproduction
Il niche généralement en petites colonies peu organisées. Il fait son nid avec de la terre (c'est la seule espèce de corbeau australien à agir ainsi).

## Cri
Son cri est « nark-nark-nark-nark ». Il a aussi un cri analogue à celui du corbeau « kah-kah-kah »  utilisé pour les appels.